# Caucaea nubigena
Caucaea nubigena là một loài thực vật có hoa trong họ Lan. Loài này được (Lindl.) N.H.Williams & M.W.Chase mô tả khoa học đầu tiên năm 2001.

## Hình ảnh

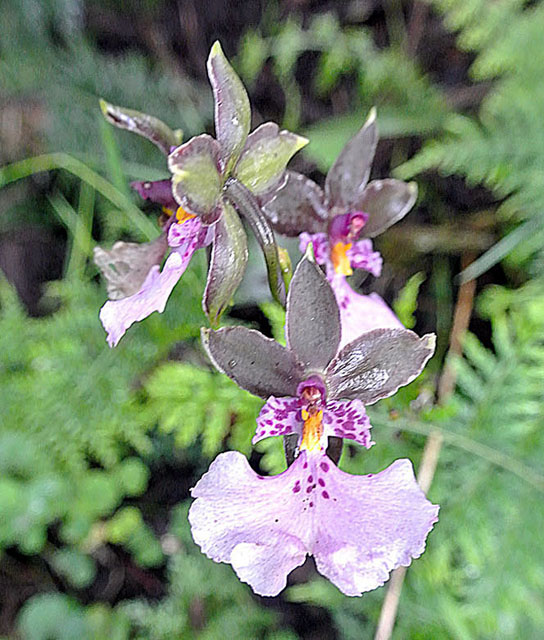

- Tập tin:Oncidium nubigenum (Caucaea nubigena) (as Oncidium cucullatum)-Curtis 94-5708 (1868).jpg